# Lucania interioris
The sardinilla cuatro cienegas hoặc Cuatrocienegas killifish, (Lucania interioris) là một loài cá thuộc họ Cyprinodontidae. Nó là loài đặc hữu của México.